# Tseng Li-Cheng
Tseng Li-Cheng (nacida como Tseng Pei-Hua, Guanshan, 26 de diciembre de 1986) es una deportista taiwanesa que compite en taekwondo. 
Participó en los Juegos Olímpicos de Londres 2012, obteniendo una medalla de bronce en la categoría de –57 kg. En los Juegos Asiáticos consiguió dos medallas en los años 2002 y 2006.
Ganó una medalla en el Campeonato Mundial de Taekwondo de 2009, y cinco medallas en el Campeonato Asiático de Taekwondo entre los años 2002 y 2012.

## Palmarés internacional
| Representando a China Taipéi |                              |                   |           |
| Juegos Olímpicos             |                              |                   |           |
| Año                          | Lugar                        | Medalla           | Categoría |
| 2012                         | Londres (Reino Unido)        | Medalla de bronce | –57 kg    |
| Campeonato Mundial           |                              |                   |           |
| Año                          | Lugar                        | Medalla           | Categoría |
| 2009                         | Copenhague (Dinamarca)       | Medalla de bronce | –57 kg    |
| Juegos Asiáticos             |                              |                   |           |
| Año                          | Lugar                        | Medalla           | Categoría |
| 2002                         | Busan (Corea del Sur)        | Medalla de plata  | –59 kg    |
| 2006                         | Doha (Catar)                 | Medalla de bronce | –59 kg    |
| Campeonato Asiático          |                              |                   |           |
| Año                          | Lugar                        | Medalla           | Categoría |
| 2002                         | Amán (Jordania)              | Medalla de oro    | –59 kg    |
| 2006                         | Bangkok (Tailandia)          | Medalla de oro    | –59 kg    |
| 2008                         | Luoyang (China)              | Medalla de plata  | –63 kg    |
| 2010                         | Astaná (Kazajistán)          | Medalla de oro    | –57 kg    |
| 2012                         | Ciudad Ho Chi Minh (Vietnam) | Medalla de oro    | –57 kg    |